# Daniel Nečas Hraste
Daniel Nečas Hraste (Přerov, 15. kolovoza 1959. – Zadar, 1. studenoga 2018.) hrvatski klasični filolog, sveučilišni profesor, prevoditelj, alpinist i podučavač tai chija češkog podrijetla.

## Životopis
Rođen 1959. godine u tadašnjoj Čehoslovačkoj, odselio se u tadašnju Jugoslaviju, čiji je državljanin postao 1968. godine. U Zagrebu je 1979. godine završio Klasičnu gimnaziju, a potom 1985. studij Klasične filologije na Filozofskom fakultetu.
Predavao je grčki i latinski u Klasičnoj gimnaziji, a od 1987. trajno je zaposlen na Odsjeku za klasičnu filologiju Sveučilišta u Zadru, prvo kao asistent, a naposljetku kao viši predavač. U Beogradu je 1991. završio poslijediplomski studij lingvistike.
BIo je zapažen član planinarske zajednice te je od 2014. do 2016. obavljao dužnost predsjednika PD Paklenica.

## Djela
Kao prevoditelj:
- Artemidor iz Daldisa, Sanjarica (Zagreb: August Cesarec, 1993.)
- Elije Sparcijan, Historia Augusta (Zagreb: Antibarbarus, 1994.)
- M. Tulius Cicero, Libri politici I: de re publica (Zagreb: Demetra, 1995.)
- M. Tulius Cicero, Libri politici II: de legibus, (Zagreb: Demetra, 1996.), drugo izdanje 2001.
- M. Tulius Cicero, Libri theologici I: de natura deorum, (Zagreb: Demetra, 1999.)
- Petar Hr. Ilievski, Život Mikenjana, sa Sanjom Smodlaka Vitas (Zagreb: Demetra, 2017.)

Originalno djelo:
- Starolatinski natpisi (Zadar: Sveučilište u Zadru, 2019.), izdano postumno.